# Línia de fuga

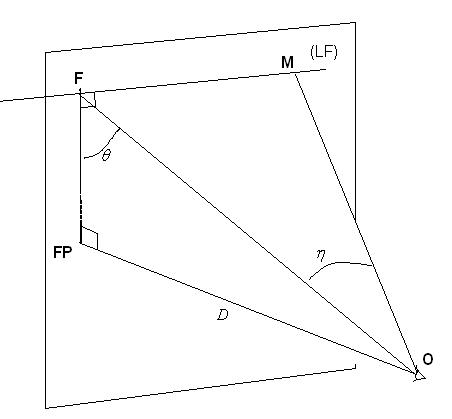
Línia de fuga d'un pla: La línia no depèn més que de l'angle format amb el pla - θ a la figura

Línia de fuga en la perspectiva cònica, és la línia cap a la qual convergeixen totes les rectes d'un pla inclinat.
També la línia de fuga d'un pla és la figura formada pel conjunt dels punts de fuga d'aquest pla; els punts de la línia de fuga d'un pla representen les direccions d'aquest pla.

## Història
Segons Vitruvi, va ser el pintor Agatharcos qui primer hauria mencionat la noció de línies de fuga sortides d'un centre focal únic; per aquest motiu alguns autors com Karl Woermann van suposar que aquest pintor grec hauria introduït la perspectiva i la il·lusió dins la pintura.

## Propietats
A la figura anterior, quan l'angle  η  varia el punt M descriu la línia de fuga.
Té les següents propietats:
- Dos plans paral·lels es troben a l'infinit segons una recta.
- La línia de fuga d'un pla és la intersecció amb el quadre del pla paral·lel que passa pel punt de vista

## Línies de fuga principals

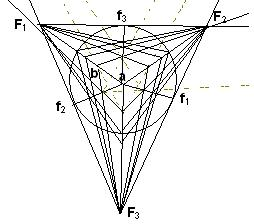
línies de fuga dels plans d'un paral·lelepípede: F_{1}F₂, F₂F₃, i F₃F₂. Evidentment cap d'aquestes línies de fuga és una línnia de fuga principal de la perspectiva (elles no passen pas pel punt de fuga principal que està situat a l'ortocentre del triangle).

En el cas general, la línia de fuga no passa pas pel punt de fuga principal de la perspectiva, per tant, quan l'angle de fuga del pla, θ, és recte, la línia de fuga passa efectivament per aquest punt que aleshores, la línia de fuga és una línia de fuga principal de la perspectiva.
Les línies de fuga principals tenen tres propietats importants per al dibuix:
- 1- Passen pel punt de fuga principal
- 2- Les direccions perpendiculars als plans plans que fugen al llarg d'aquestes línies conserven el seu paral·lelisme en perspectiva.
- 3- Els punts de distància de les línies de fuga principals estan situats a cada costat del punt de fuga principal en una distància igual a la del pintor al quadre.

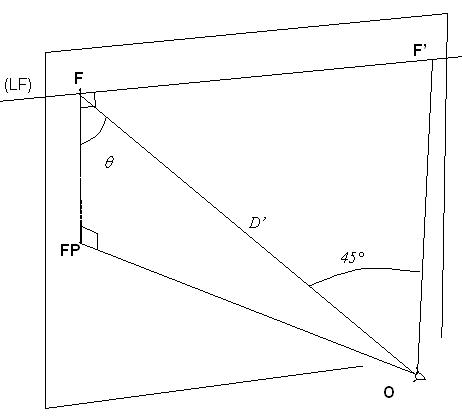
Punts de distància. El punt de fuga principal de la línia de fuga (LF) és F. El seu punt de distància és F'

## Galeria

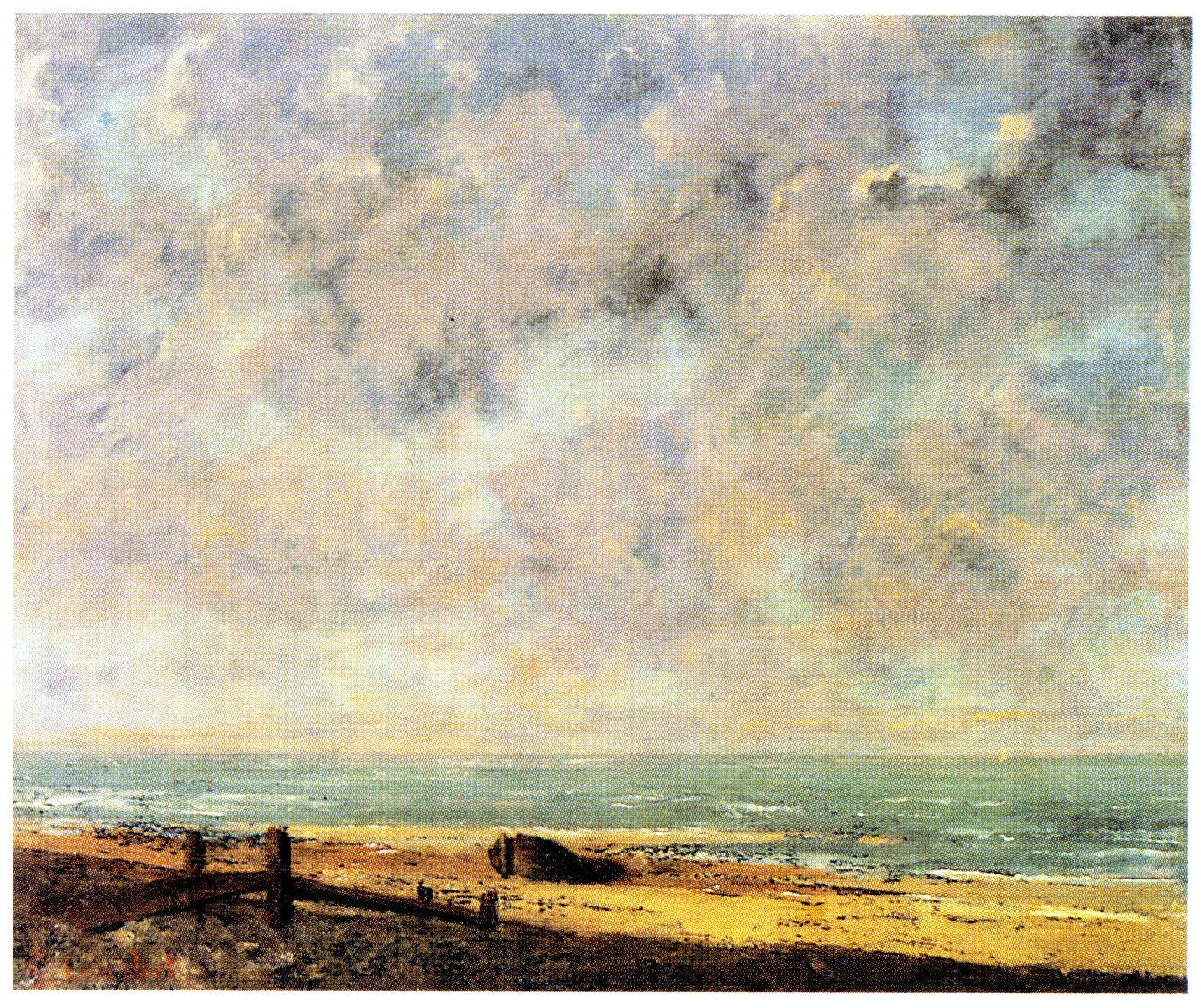
Mer - Gustave Courbet - La línia de l'horitzó és clarament una línia de fuga de la perspectiva.
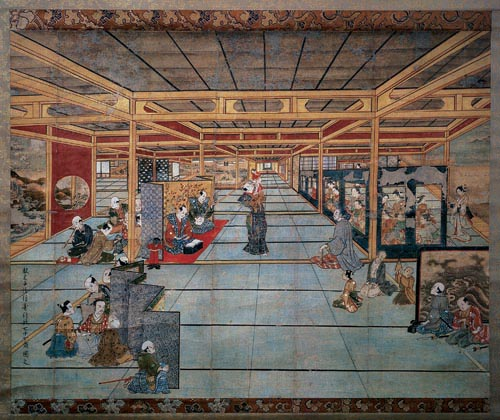
Genshin Kyoraishi - segle xviii - Marionnettes - Les verticales étant clairement parallèles, la ligne de fuite des plans horizontaux (plafond et plancher) est une ligne de fuite principale.
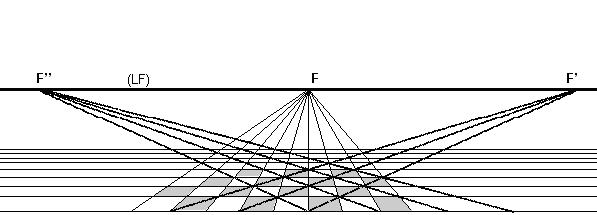
Revestiments i diagonals - els punts de fuga  'F'  'i'  F  són els punts de fuga de les diagonals del mosaic del pla.